# Superparasitismo
Superparasitismo é uma forma de parasitismo em que o hospedeiro (normalmente uma larva de inseto, como uma lagarta) é atacado mais de uma vez por uma única espécie de parasitóide. O multiparasitismo ou coinfecção, por outro lado, ocorre quando o hospedeiro foi parasitado por mais de uma espécie. A discriminação de hospedeiros, por meio da qual os parasitoides podem identificar um hospedeiro com parasitas de um hospedeiro não parasitado, está presente em certas espécies de parasitoides e é usada para evitar o superparasitismo e, portanto, a competição de outros parasitas.

## Exemplos
Um exemplo de superparasitismo é visto em Rhagoletis juglandis, também conhecida como mosca da casca da noz. Durante a oviposição, as moscas fêmeas dilaceram o tecido da casca interna da noz e criam uma cavidade para seus ovos. As fêmeas ovipositam e reinfestam as mesmas nozes e até os mesmos locais de oviposição criados por co-específicos.